# Вудворт, Джеймс Хатчинсон
Джеймс Ха́тчинсон Ву́дворт (англ. James Hutchinson Woodworth; 4 декабря 1804 года — 26 марта 1869 года) — американский политик, мэр Чикаго в 1848—1850 годах как независимый демократ, а также член Палаты представителей США от Иллинойса, избранный от Республиканской партии. До этого также занимал должности члена Городского совета Чикаго и был сперва членом Сенат Иллинойса, а затем Палаты представителей Иллинойса.
Также был одним из самыйх влиятельных банкиров в Чикаго. Является членом политической семьи Вудвортов.

## Биография
Джеймс Вудворт родился в деревне Гринуич, штат Нью-Йорк в семье выходцев из Коннектикута Элези и Катрин Вудвортов. Его отец скончался, когда он был маленьким. В 14 лет окончил школу и получил образование. Джеймс ещё в детстве начал работать, помогая своим старшим братом работать на семейной ферме. Когда ему стало 19 лет, он с братом обменял свою ферму в округе Вашингтон на ферму в округе Онондага, продолжая работать там и помогая брату до 21 года.
Получив начальное образование, стал работать в школе в городе Фабиус. В 1826 году был назначен инспектором школ. В 1827 году работал на канале «Эри», занимаясь мелкими грузами и торговлей. С 1829 по 1832 год занимал должность судьи в штате Пенсильвания.
Прибыв в 1833 году в Чикаго, сразу начал торговать продовольственными товарами; это продолжалось до 1840 года. Одновременно с этим, он заключил контракт на работы по строительству Иллинойсского и мичиганского канала. Некоторое время жил в округе Ла-Салл, занимаясь лесной промышленностью и имея несколько заводов. В 1842 году возвращается в Чикаго, так как его заводы были уничтожены пожаром.
Переехав в Чикаго, женится на Эльмире Бут. Она была членом семьи Бутов, которые были родом из Индианы, а в своём родстве корнями восходили к Преподобному Томасу Хукеру — основателю Коннектикута. Семья Вудвортов стала большой политической семьёй, среди их родственников был Ньютон Бут, губернатор Калифорнии, и писатель Бут Таркинтон.

## Политическая карьера
Политическая карьера Джеймса Вудворта началась в 1839 году, когда он был выбран в Сенат штата Иллинойс (с 1839 по 1842 год), а затем в Палату представителей штата Иллинойс, где занимал пост с 1842 по 1847 год, представляя округи Ла-Саль, Гранди и Кендалл.
В 1848 году выиграл выборы на пост мэра Чикаго, баллотировавшись как независимый демократ.. Во время его работы на этом посту открылся Иллинойсский и мичиганский канал (16 апреля 1848 года); также сыграл важную роль в развитти железных дорог и появлению телеграфа — 15 января 1848 года состоялось телеграфное сообщение между Милуоки и Чикаго. Во время правления Вудворта Чикаго стал крупным торговым городом на Среднем Западе: население города увеличилось до 20 000 человек.
К 1850 году Вудворт поддерживает Республиканскую партию, частично организованную из Партии вигов и независимых демократов. Он не стал баллотироваться на пост мэра в 1850 году, вернувшись в политическую жизнь в 1854 году избранием в Конгресс США. Представлял 2-й избирательный округ Иллинойса в Палате представителей, являясь при этом членом Республиканской партии.
Умер в 1869 году и похоронен на кладбище «Оуквудс» в Чикаго вместе с женой, тремя детьми и братом, Фрэнком Вудвортом.